# 雪绒花号列车
雪绒花（德語：Edelweiss）是曾运营于瑞士经卢森堡和阿尔萨斯至荷兰间一班长途列车所使用的名称，最早由国际卧铺车公司自1928年起开行，后因第二次世界大战的爆发而中断；二战结束后，列车又由瑞士联邦铁路、法国国家铁路、卢森堡国家铁路及荷兰铁路共同重开，并成为最早纳入全欧快车网络的列车之一。其命名源自阿尔卑斯花卉之一的雪绒花（高山火絨草），它与登山运动及阿尔卑斯山共同被视为瑞士的象征。至1987年，列车升级为欧城列车类别，雪绒花的名称不再使用。

## 历史

### 普尔曼列车
国际卧铺车公司（简称）早在1883年便开行了横贯欧洲的豪华列车東方快車。但直到第一次世界大战前，长距离运营的列车在编组中几乎完全仅设卧铺车厢，只有少数当日往返的列车配备沙龙座车。战争结束后，CIWL开始为豪华列车建立日常的运营网络，并将其指定为“普尔曼快车”或“普尔曼列车”类别。这类列车通常搭载由普尔曼公司生产的豪华[开放座车] 错误：{{Lang}}：无效参数：|3=（帮助），当中的一部分还配备厨房。由于编组中不设餐车，乘客所下单的食物及饮品会被直接送到座位前。含厨房的车厢及无厨房的车厢采取间隔编组。

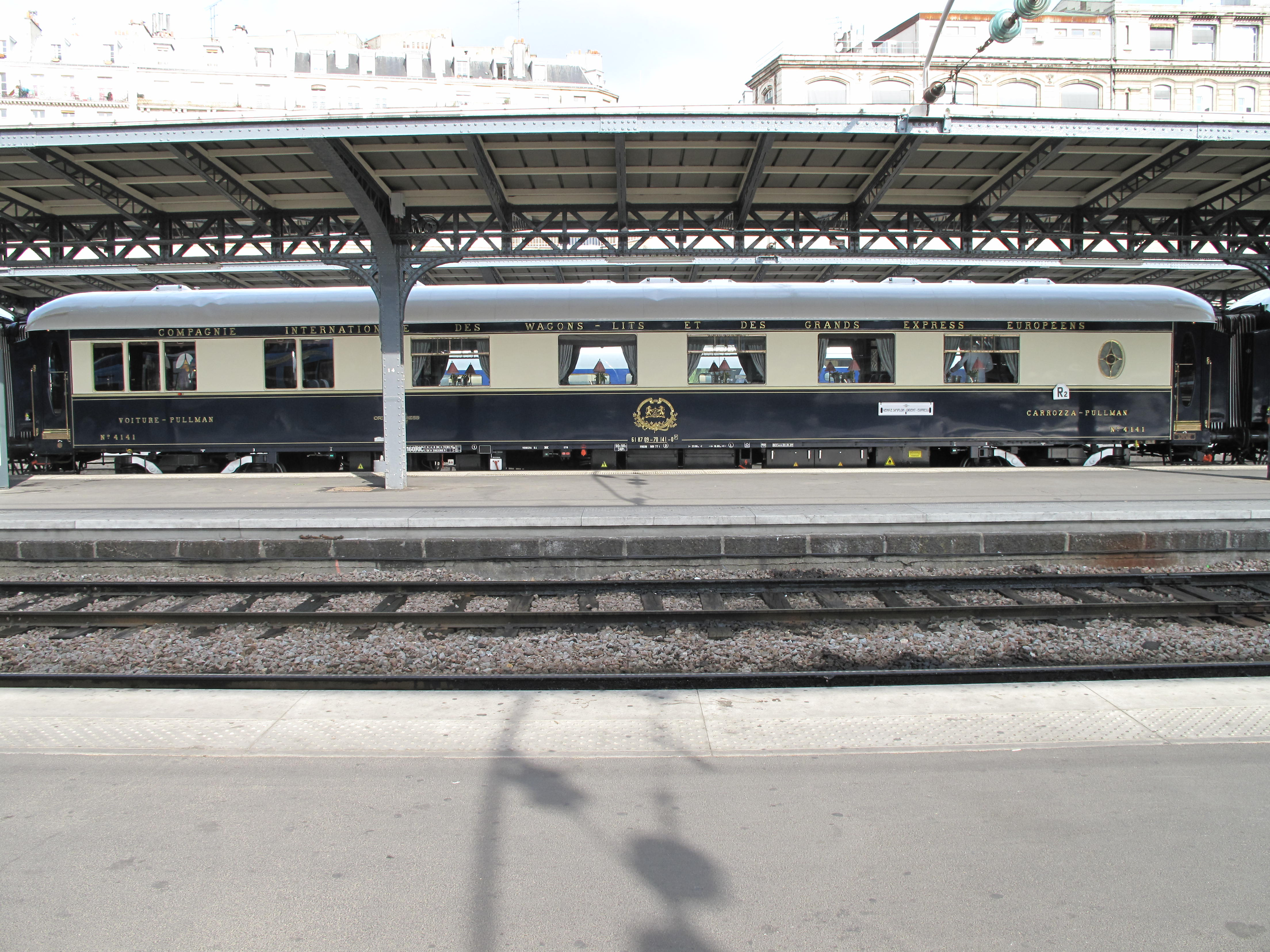
CIWL的普尔曼车厢

第一次世界大战后，CIWL及德国的米罗巴公司经过协商后明确界定了在其运营的国家和线路均配备卧铺车及餐车。而在荷兰及瑞士则同时运营有这两家公司的车厢。其中米罗巴公司主要在普通的直通列车（D）和长途快速列车（FD）中增设卧铺车及餐车，改造为个别实验性的豪华列车，例如柏林-伦敦快车。唯一的例外是从阿姆斯特丹至瑞士的金萊茵號，它在1928年配备特殊的沙龙座车并提供座位送餐服务。
莱茵的黄金号于1928年5月15日首次开行，由阿姆斯特丹经曼海姆至巴塞尔，沿莱茵河右岸运行。整整一个月后，雪绒花号亦正式开行，运营线路为阿姆斯特丹经卢森堡及斯特拉斯堡至巴塞尔。因此，两班火车在荷兰运河港口至瑞士间的重要连接中展开竞争。雪绒花号在阿姆斯特丹至巴塞尔间的运营路线约为812公里，这比莱茵的黄金779公里的里程稍长；同时由于途经那慕尔至卢森堡的交叉口阿登，以及梅斯至斯特拉斯堡的交叉口佛日山脈，雪绒花号对于运营的要求更为苛刻。然而，两者的行车时间却大致相若。在1939年，莱茵的黄金由阿姆斯特丹至巴塞尔南行需时9小时46分，雪绒花号则为10小时8分，仅大约慢了20分钟。而在北行方向，两个竞争对手之间的行车时间差也仅在15分钟左右。
就在列车被命名为“雪绒花快车”的两个星期后，其南端的始发/终到站由巴塞尔延长至卢塞恩。然而这并非新开辟的线路，自1863年以来，荷兰经比利时及卢森堡至瑞士间便已开行有直通列车。从1929年夏天开始，雪绒花号的所有一等座车可通抵苏黎世，另有一节一等席别的联运车厢则前往卢塞恩，普尔曼车厢的二等席别则均在巴塞尔始发/终到。在巴塞尔至苏黎世之间，瑞士联邦铁路将雪绒花号的联运车厢及莱茵的黄金号的苏黎世联运车厢合编运行。至1939年第二次世界大战爆发后，雪绒花号被迫停运。

### 全欧快车
二战结束后，雪绒花号开始由法国国家铁路以一个普通的快速列车类别重新投入服务，然而运行区间已经被缩短为布鲁塞尔至巴塞尔。至1956年夏天的时刻表更替后，其运营区间又被扩展为布鲁塞尔至苏黎世。这一时期除了餐车外，列车仍继续使用普尔曼车厢，直至1952年才更换为一般的座位车厢。
1957年夏天，西欧七个国家铁路开始正式提供全欧快车服务。这些列车服务大多没有采用新的线路运行，而是接管原先快速列车的运营线路。其中雪绒花号于1957年6月2日正式作为全欧快车类别运营，采取与战前相同的运营线路，往返于阿姆斯特丹至苏黎世之间，车次使用TEE30/31次。在全长1050公里的线路中，南行需时10小时03分，北行则需时10小时15分。至1970年，行车时间进一步被缩短为9小时30分左右，平均时速达到110公里/小时。

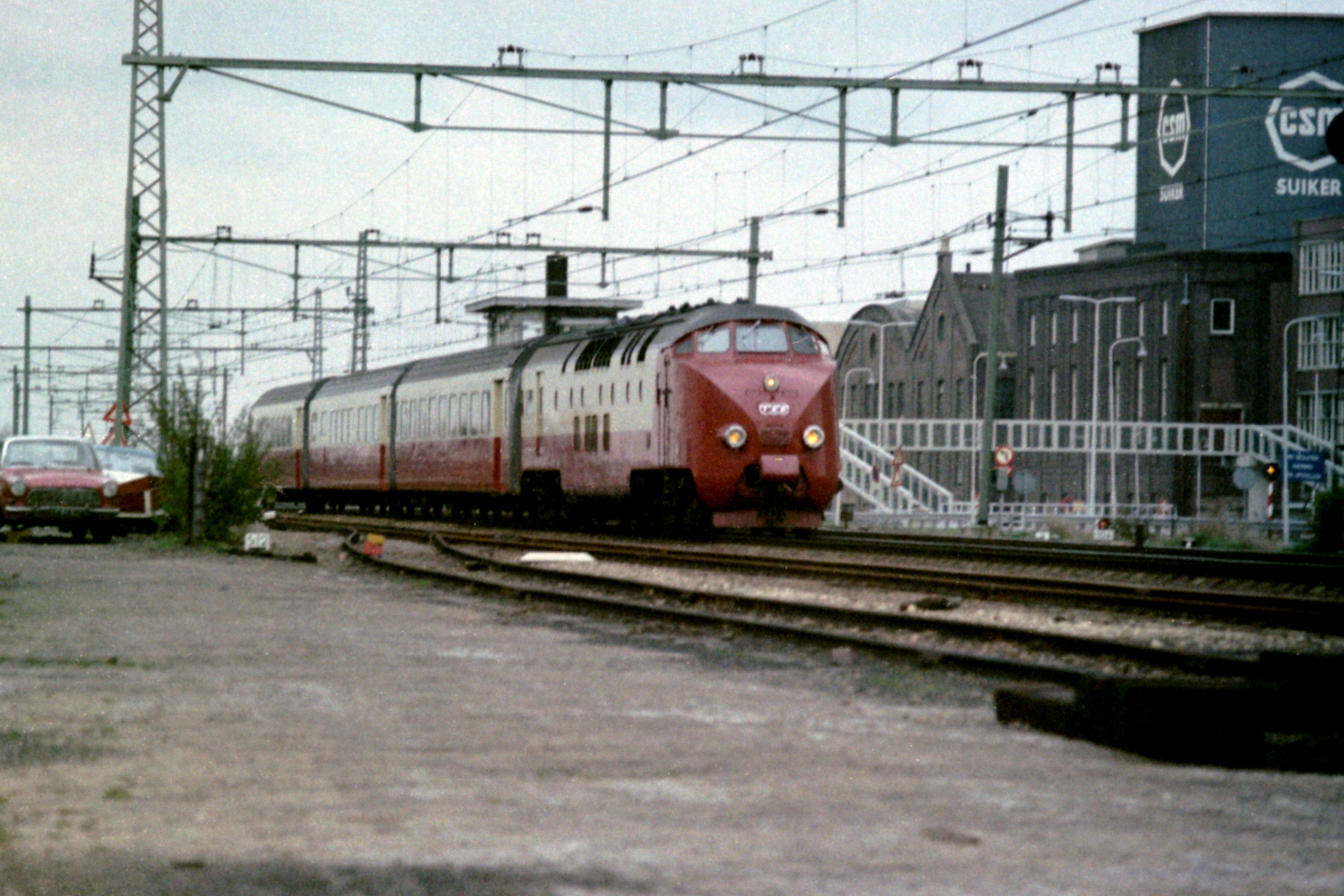
全欧快车雪绒花号运行于北荷兰省附近（1973年）

雪绒花号在1974年的运行图被缩短为布鲁塞尔至苏黎世

雪绒花号的运营线路在1960年已完成了全线电气化，但碍于各国不同的电压制式，列车仍然使用柴联车。至1972年，雪绒花成为仅有的柴油动力全欧快车。从1974年开始，雪绒花号的路线缩短为布鲁塞尔至苏黎世。此时还有另一趟全欧快车鸢尾花号也在相同的线路上运营。列车希望能争取在欧洲三大政治中心布鲁塞尔（欧盟政府）、卢森堡（欧洲法院）和斯特拉斯堡（欧洲议会）之间的政治客流，但未能如愿。随着两趟列车的載客量持续下降，因此在1977年的欧洲铁路客车运行图会议上被提议转换为普通列车。1979年5月26日，雪绒花号在时刻表更替中正式被纳入快速列车类别。两年后，雪绒花号改为搭载两舱级别（一等及二等）的编组，而在1987年开始引入的欧城列车类别中，该名称不再使用。
在作为全欧快车运营期间，雪绒花曾使用过不同的车次编号。从1957年至1971年的夏季时刻表期间，车次为TEE30/31次。自1971年5月23日起，车次改为TEE90/91次。而随着列车运营线路在1974年5月26日缩短至布鲁塞尔后，其车次又被调整为TEE90/93次。以下为雪绒花号在1971年冬季的时刻表：
| TEE91次 | TEE91次 | 停靠站            | TEE90次 | TEE90次 |
| 里程    | 时刻    | 停靠站            | 时刻    | 里程    |
| ------- | ------- | ----------------- | ------- | ------- |
| 0       | 10:17   | 阿姆斯特丹        | 21:30   | 905     |
| 63      | 10:56   | 海牙              | 20:48   | 842     |
| 86      | 11:13   | 鹿特丹            | 20:31   | 819     |
| 144     | 11:50   | 罗森达尔          | 19:53   | 761     |
| 183     | 12:13   | 安特卫普          | 19:30   | 722     |
| 227     | 12:47   | 布鲁塞尔-北       | 18:57   | 678     |
| 234     | 12:56   | 布鲁塞尔-利奥波德 | 18:49   | 671     |
| 289     | 13:28   | 那慕尔            | 18:15   | 616     |
| 427     | 14:54   | 阿尔隆            | 16:50   | 478     |
| 454     | 15:15   | 卢森堡            | 16:29   | 451     |
| 487     | 15:39   | 蒂永维尔          | 16:02   | 418     |
| 517     | 16:00   | 梅斯              | 15:42   | 388     |
| 680     | 17:22   | 斯特拉斯堡        | 14:20   | 225     |
| 782     | 18:19   | 米卢斯            | 13:21   | 123     |
| 816     | 18:42   | 巴塞尔            | 13:00   | 89      |
| 905     | 19:05   | 苏黎世            | 11:47   | 0       |

## 机车车辆

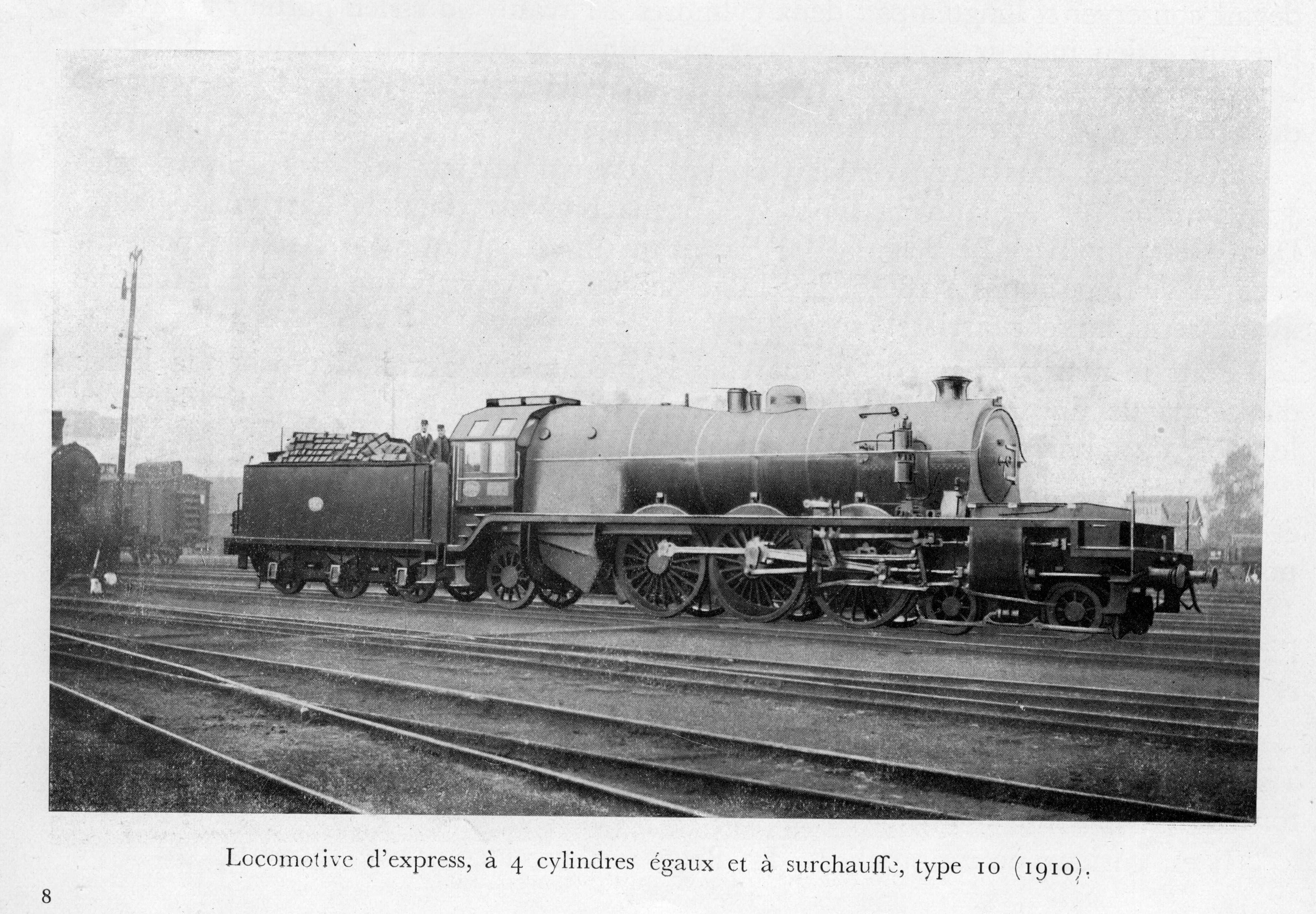
比利时10型蒸汽机车曾在1928年至1939间为雪绒花号担当比利时境内的牵引任务

从1925年至1939年，由CWIL运营的雪绒花号均使用从普尔曼公司购入的专用车辆。由于车辆配备了厨房及座位送餐服务，因此编组中除行李车外通常都不含餐车。同时由于运行可以实现当日抵达，列车也不设卧铺车。一般而言，雪绒花号的编组至少包括4节普尔曼式的一等和二等座车以及2节行李车。
列车初期在荷兰、比利时、卢森堡和法国境内均采用蒸汽机车牵引。其中荷兰铁路使用四缸的3700型蒸汽机车，比利时国家铁路使用重载的10型蒸汽机车（NMBS/SNCB-Reihe 10），法国境内使用阿尔萨斯-洛林铁路的S14型蒸汽机车（AL S 14）或两缸的S16型蒸汽机车（AL S 16）。瑞士联邦铁路在瑞士境内则使用Ae 4/7型电力机车，这是因为巴塞尔至苏黎世区间自1926年起便已实现了电气化。
二战结束后，雪绒花号仍使用普尔曼车厢直至1952年。随后则改用快速列车常规的车厢及餐车、行李车。
为了节省列车在边境时更换机车所消耗的时间，全欧快车网络所涉及的国家铁路在运营初期应全数采用柴联车运营。然而，由于各国无法就一款共通的铁路车辆达成共识，因此在1957年开始投入服务的全欧快车网络共有4款柴联车运行。其中瑞士联邦铁路和荷兰铁路共同开发了RAm TEE型柴联车（荷兰称为DE IV型柴联车），由前者采购了2组，后者采购了3组。这些车辆在1957年至1971年间担当了雪绒花号和巴伐利亚号的运营任务，而随着巴伐利亚号在1971年发生脱轨事故后，雪绒花号成为唯一使用这款车型的全欧快车直至1974年。
1974年，由于齐萨尔平号开始改用由电力机车牵引的推挽式车厢，其原先使用的搭载多电压制式传动系统的RAe TEE II型电联车被闲置，因此该动车组自1974年5月26日起开始投入雪绒花号和鸢尾花号的运营，并在两者之间执行相适应的套跑任务。

## 脚註
1. ↑  UIC 1972，第9頁.
2. ↑  Behrend 1977，第120頁.
3. ↑  Liebl 1985，第30頁.
4. 1 2 3  Malaspina 2005，第179-182頁.
5. ↑  Biedenkopf 1981，第32頁.
6. 1 2  Behrend 1977，第132-134頁.
7. ↑  Koschinski 2007，第54頁.
8. ↑  Mertens & Malaspina 2007，第152-155頁.
9. ↑  Hollingsworth & Cook 1996，第318頁.
10. ↑  Mertens & Malaspina 2007，第59頁.
11. ↑  Werbeamt der DB 1971，第14頁.
12. ↑  Guizol 2005，第60-61頁.
13. ↑  Mühl 1991，第123頁.
14. ↑  Mertens & Malaspina 2007，第48-51頁.
15. ↑  Mertens & Malaspina 2007，第60-65頁.
16. ↑  Mertens & Malaspina 2007，第356-357頁.